# Paraktia Thalassia Zoni Apo Akr. Kyllini Eos Toumpi - Kalogria
Paraktia Thalassia Zoni Apo Akr. Kyllini Eos Toumpi - Kalogria este o arie protejată (arie specială de conservare — SAC, sit de importanță comunitară — SCI) din Grecia întinsă pe o suprafață de 11.113,2 ha, integral pe uscat.

## Localizare
Centrul sitului Paraktia Thalassia Zoni Apo Akr. Kyllini Eos Toumpi - Kalogria este situat la coordonatele 38°01′02″N 21°16′01″E / 38.017252°N 21.266983°E.

## Înființare
Situl Paraktia Thalassia Zoni Apo Akr. Kyllini Eos Toumpi - Kalogria a fost declarat sit de importanță comunitară în august 1996 pentru a proteja 1 specie de plante și 8 specii de animale. Situl a fost protejat și ca arie specială de conservare în martie 2011.

## Biodiversitate
Situată în ecoregiunile marină mediteraneană și mediteraneană, aria protejată conține 18 habitate naturale: Bancuri de nisip acoperite în permanență slab de apă marină, Straturi cu Posidonia (Posidonion oceanicae), Lagune de coastă, Recifuri, Vegetație anuală la limita mareei, Faleze cu vegetație de Limonium spp. endemic de pe coastele mediteraneene, Salicornia și alte specii anuale care populează regiunile mlăștinoase și nisipoase, Pășuni mediteraneene udate de apa mării (Juncetalia maritimi), Tufărișuri halofile mediteraneene și termo-atlantice (Sarcocornetea fruticosi), Dune mobile cu vegetație embrionară, Dune mobile de-a lungul țărmului cu Ammophila arenaria („dune albe”), Depresiuni intradunale umede, Dune de coastă cu Juniperus spp., Sarcopoterium spinosum phryganas, Pante stâncoase calcaroase cu vegetație casmofită, Galerii și tufărișuri riverane sudice (Nerio-Tamaricetea și Securinegion tinctoriae), Păduri de Quercus macrolepis, Păduri de pin mediteraneene cu pini mezogeni endemici.
La baza desemnării sitului se află mai multe specii protejate:
- plante (1): Centaurea niederi
- mamifere (2): vidră de râu (Lutra lutra), delfin mare (Tursiops truncatus)
- reptile (6): Chelonia mydas, șarpele cu patru dungi (Elaphe quatuorlineata), țestoasa de baltă (Emys orbicularis), Mauremys rivulata, Testudo marginata, elaphe situla (Zamenis situla)

Pe lângă speciile protejate, pe teritoriul sitului au mai fost identificate 2 specii de amfibieni, 5 specii de mamifere, 1 specie de nevertebrate, 2 specii de pești, 9 specii de reptile.